# Mănăstirea Wernberg
Mănăstirea Wernberg este situată într-un castel clădit în stilul renașterii pe o stâncă deasupra râului Drava în landul Kärnten, Austria. Din 1935 se află în proprietatea ramurii femimine a Congregației Mariannhill⁠(en)[traduceți].

## Istoric
Mănăstirea a fost întemeiată în a doua jumătate a Evului Mediu ca mănăstire benedictină, cu hramul Sfântul Pavel. Mai târziu, în anul 1227, a fost transformată în cetate de ducele „Bernhard von Spanheim” care o oferit-o Episcopiei de Bamberg. Castelul va fi clădit în forma lui actuală în anul 1575 de „Georg Freiherr von Khevenhüller”.
În anul 1672 a ajuns din nou în posesia ordinului benedictin, iar între anii 1725-1747, în timpul starețului Virgilius Gleißenberger, a fost clădită capela în stil baroc. În anul 1809 mănăstirea a fost luată de primarul francez din Villach, ca în secolul XX să fie moștenită de o familie de conți. Din anul 1935 este proprietatea misiunii de azi, care a realizat o serie de restaurări a clădirii.

## Galerie de imagini

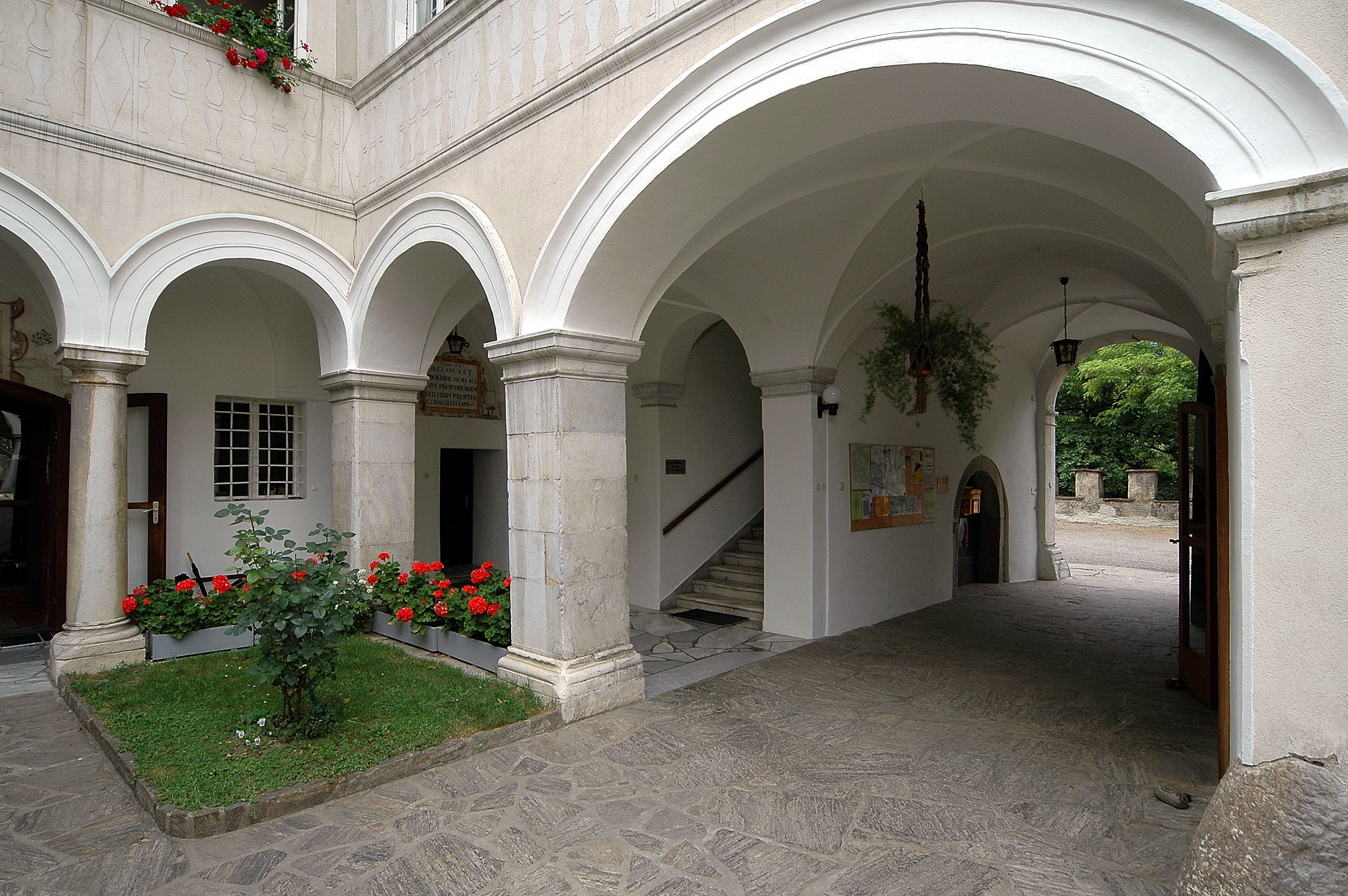
Intrarea spre curtea interioară
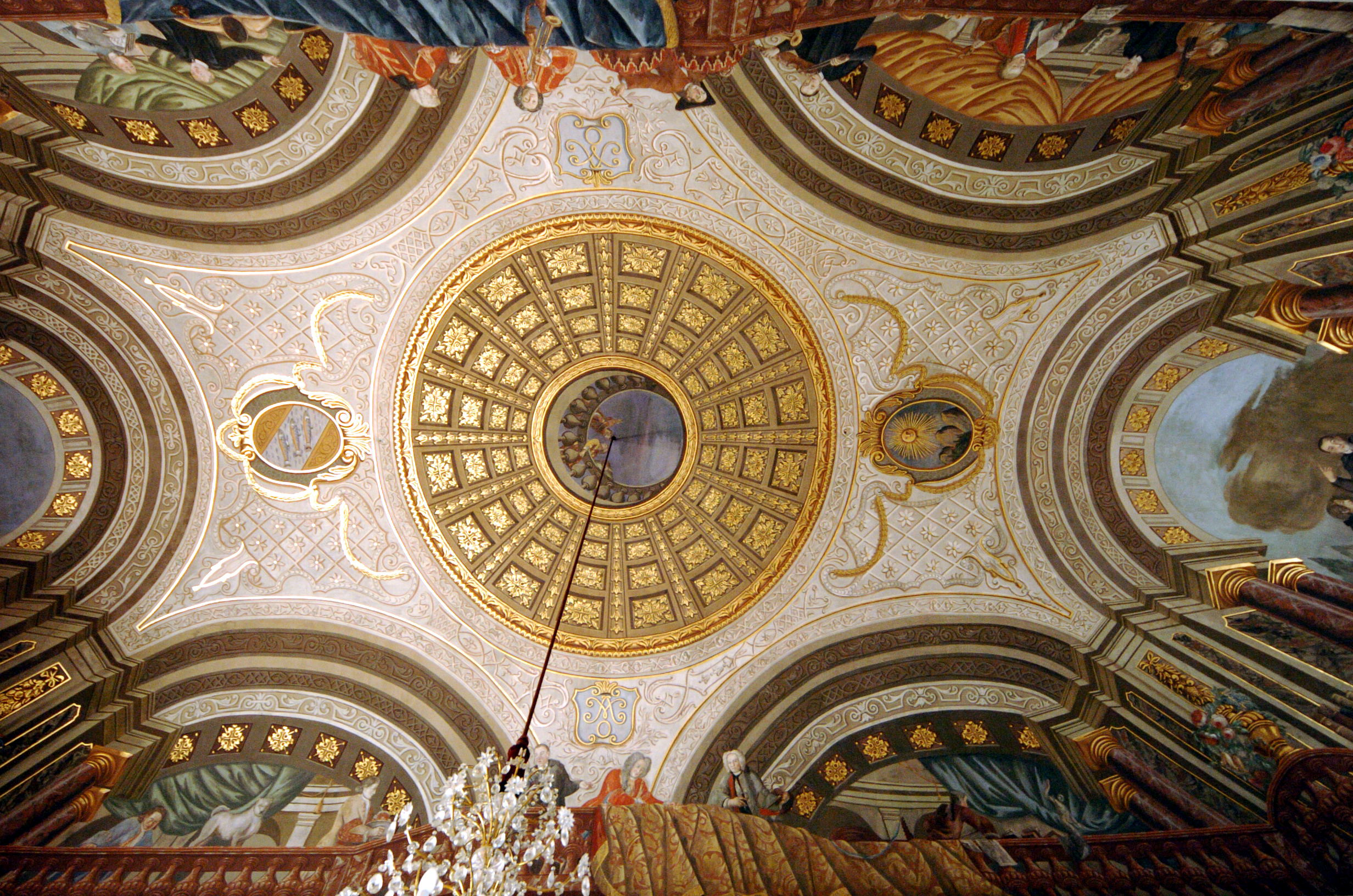
Tavanul în sala de festivităţi
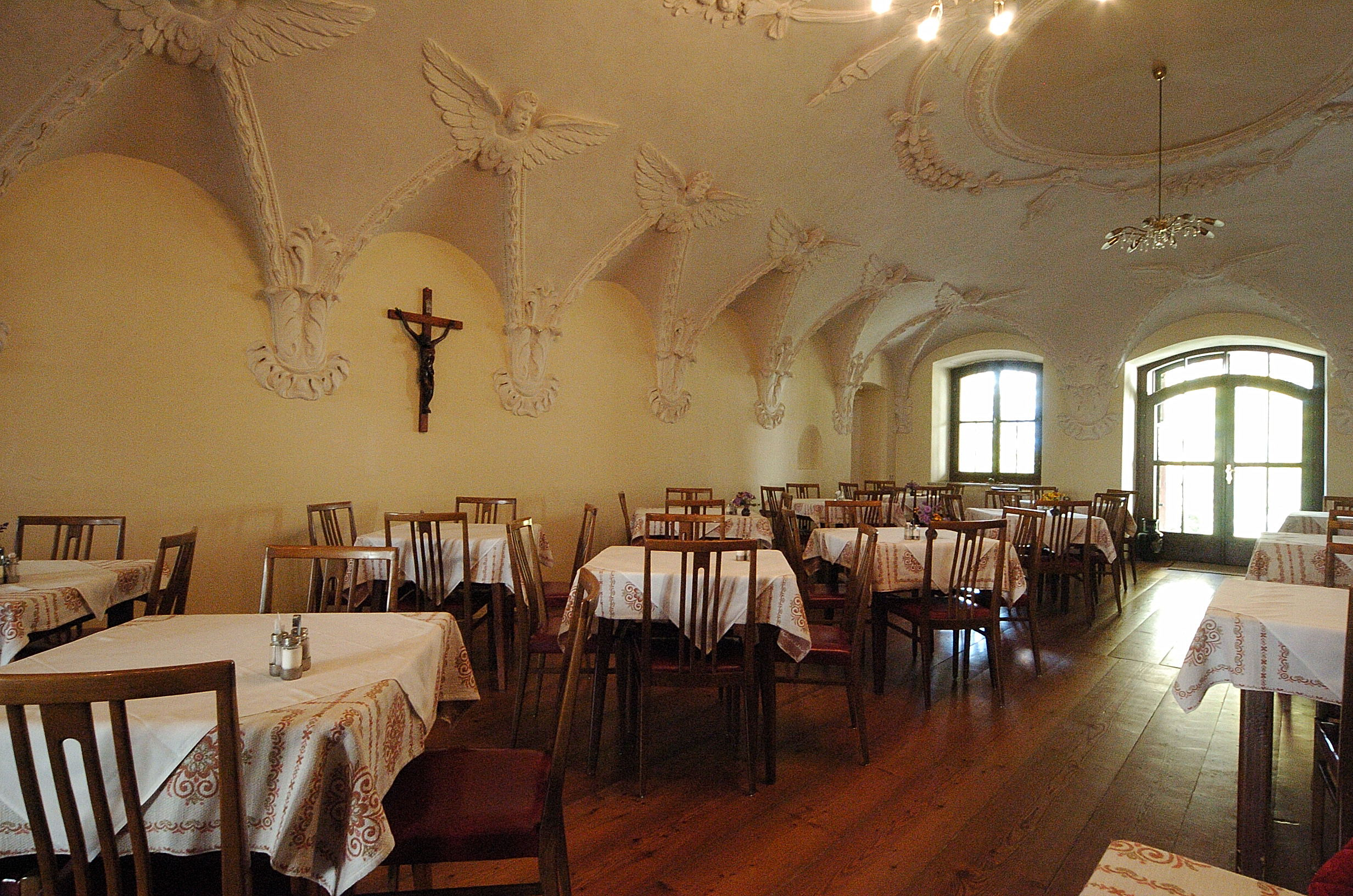
Sala de mese